# Ornithogalum reverchonii
Ornithogalum reverchonii là một loài thực vật có hoa trong họ Măng tây. Loài này được Lange mô tả khoa học đầu tiên năm 1891.